# 高嶋智光

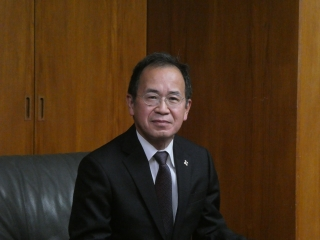

高嶋 智光 （たかしま のりみつ、1961年10月6日 - ）は、日本の元検察官、元法務官僚。

## 人物
北海道帯広市生まれ。東京大学経済学部卒業後、1989年検事任官。

## 以降の職歴
- 1990年 - 青森地方検察庁八戸支部検事
- 1992年 - 静岡地方検察庁検事
- 1994年 - 東京地方検察庁検事
- 1995年 - 千葉地方検察庁検事
- 1996年 - 併法務省刑事局付
- 1998年 - 併大蔵省金融企画局企画課課長補佐[1]
- 2000年 - 併法務省刑事局付
- 2001年 - 新潟地方検察庁検事
- 2003年 - 司法研修所教官
- 2006年 - 東京地方検察庁検事
- 2010年 - 東京高等検察庁検事
- 2011年 - 併内閣官房内閣参事官・内閣官房東京電力福島原子力発電所における事故調査・検証委員会事務局参事官
- 2012年 - 法務省刑事局公安課長
- 2014年 - 東京地方検察庁公判部長
- 2015年 - 法務省大臣官房審議官（総括担当）
- 2017年 - 松山地方検察庁検事正
- 2018年
  - 7月 - 最高検察庁検事
  - 9月 - 法務省人権擁護局長
- 2019年 - 出入国在留管理庁次長
- 2020年 - 法務省大臣官房長
- 2021年 - 法務事務次官
- 2023年 - 名古屋高等検察庁検事長
- 2024年 - 退官